# 본초강목

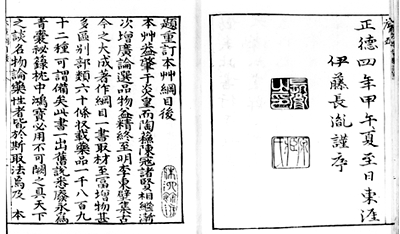
본초강목

《본초강목》(本草綱目 중국어 정체자: 本草綱目, 간체자: 本草纲目, 한어 병음: Běncǎo Gāngmù, 웨이드-자일스: Pen-ts'ao Kang-mu)은 중국 명나라의 이시진이 지은 약초학의 연구서이다. 중국 본초학 사상 가장 분량이 방대하고, 내용이 충실한 약학 저작이라고 평가 받는다.

## 개요
본초강목은 명나라 이시진(1518년 - 1593년)이 1578년(만력 6년)에 완성하여, 1596년(만력 23년) 남경에서 출판되었다. 흙, 옥, 돌, 초목, 금수, 충어 등 1892종을 7항목에 걸쳐 해설하였다.
본초강목을 편찬하기 위하여 이시진은 약 27년의 세월을 걸쳐 작성하였으며, 세 번 다시 수정하였고, 800여 종의 문헌을 참고했다. 또한 현지 조사와 표본 채집 등도 병행하는 등 자신의 심혈을 기울인 역작이다.
총 52권을 수록하였고, 약의 종류는 1892종 (374종은 새로 받아들인 것), 1109장의 도해와 11,096종의 처방이 들어 있으며, 이 중 8,000여개는 이시진 자신이 수집·확정하였다. 약마다 이름을 주해하였으며, 명칭을 고증하고, 산지를 수록하고, 그 때까지 있어온 문헌의 오류를 바로 잡았다. 약의 제조법과 민간에 떠도는 처방도 수집하여 책에 실었다.

## 같이 보기
- 동의보감
- 향약제생집성방